# Елсмор (Канзас)
Елсмор (енгл. Elsmore) град је у америчкој савезној држави Канзас.

## Демографија
По попису из 2010. године број становника је 77, што је 4 (5,5%) становника више него 2000. године.
| Група             | 2000.      | 2010.       |
| Белци             | 70 (95,9%) | 77 (100,0%) |
| Афроамериканци    | 0 (0,0%)   | 0 (0,0%)    |
| Азијати           | 0 (0,0%)   | 0 (0,0%)    |
| Хиспаноамериканци | 0 (0,0%)   | 0 (0,0%)    |
| Укупно            | 73         | 77          |